# Olof Styrlander den äldre
Olof Styrlander den äldre, född 31 januari 1770 i Drothems socken, död 31 mars 1849 i Häradshammars socken, var en svensk folkmusiker.

## Biografi
Styrlander föddes 1770 i Drothems socken som son till klockaren och organisten Nils Styrlander (1741–1798) och Sara Olofsdotter. 1789 blev Styrlander klockare i Häradshammars församling. Styrlander började i unga år att komponera polskor. Han skrev de flesta i b-tonarter och använde de mindre vanliga fiolstämningarna b, f, a, e och f, d, a, e. Styrlander skrev även menuetter och kontradanser.  Vid sin död 1849 ägde han bland annat ett valthorn, ett klaver och en violoncell.
Styrlander gifte sig 1 april 1793 med Anna Bleckstrand (född 1769), som var dotter till Måns Johansson och Catharina Andersdotter i Drothem. Makarna fick sonen Olof Styrlander den yngre.

## Kompositioner
- Polska i C-dur.[4]
- Polska i C-dur.[4]
- Polska i C-dur.[4]
- Polska i G-dur.[4]
- Polska i G-dur.[4]
- Polska i G-dur.[4]
- Polska i D-dur.[4]
- Polska i D-dur.[4]
- Polska i D-dur.[4]
- Polska i Bb-dur.[4]
- Polska i Bb-dur.[4]
- Polska i Bb-dur.[4]
- Polska i Bb-dur.[4]
- Polska i Bb-dur.[4]
- Kontradans i Bb-dur. Komponerad 15 september 1804.
- Polonäs i F-dur. Komponerad 23 april 1804.
- Polska i Bb-dur. Komponerad 4 april 1804.
- Polska i Bb-dur. Komponerad troligen 1804.
- Polska i C-dur. Komponerad 1804.
- Polska i G-dur.
- Polska i C-dur.

### Två instrument
Låtar komponerade för två instrument.
- Polska i F-dur. Komponerad 1785.
- Polska i D-moll. Komponerad 1786.
- Polska i D-dur. Komponerad 1787.